# Братков Антон Вікторович
Антон Вікторович Братков (нар. 14 травня 1993, Кіровоград) — український футболіст, захисник вірменського клубу «Пюнік». Виступав за молодіжну та юнацькі збірні України.

## Біографія
Антон народився 14 травня 1993 року в Кіровограді, де і почав займатися футболом. Виступав в ДЮФЛ за кіровоградську ДЮФШ-2. Першим його тренером був Віктор Квасов. 2006 року перебрався до Києва, виступаючи перший сезон за «Відрадний», після чого був взятий до ДЮФШ «Динамо» ім. Валерія Лобановського, де йому швидко вдалося стати помітною фігурою та звернути на себе увагу тренерів. У команді свого віку він був основним центральним захисником.
Після завершення навчання, улітку 2010 року, став гравцем молодіжного складу «Динамо». Дебют Антона в молодіжній першості відбувся в першому турі сезону 2010/11, 8 липня в київському дербі «Оболонь» — «Динамо», в якому динамівці поступилися з рахунком 1:2. У першому ж своєму сезоні в молодіжній першості він зіграв 27 матчів, що стало другим показником в команді (частіше грав лише Андрій Єфремов), і забив два голи. При цьому тренерський штаб довірив Антону не лише стабільне місце в стартовому складі, а й капітанську пов'язку. У наступному чемпіонаті молодіжних команд 2011/2012 Антон награв вже більше всіх матчів за сезон — 29, пропустивши всього один. Стільки ж ігор Братков зіграв за молодіжку й у сезоні 2012/13, причому всі у стартовому складі, пропустивши одну гру через перебір жовтих карток.
Улітку 2013 року тренер «молодіжки» Олександр Хацкевич очолив другу динамівську команду, що грала в Першій лізі. З собою він узяв низку гравців, зокрема і Браткова. У професіональних змаганнях дебютував 14 липня 2013 року у виїзному матчі проти чернігівської «Десни», який завершився внічию 0:0, а Антон провів на полі 66 хвилин, після чого був замінений.
Наприкінці липня 2016 року став гравцем рівненського «Вереса». 4 рази потрапляв до заявки на матчі, але жодного разу на поле не вийшов, і зрештою наприкінці серпня того ж року залишив команду за обопільною згодою.
2 вересня 2016 року був офіційно дозаявлений до складу чернігівської «Десни», у складі якої в 2017 році став срібним призером першої ліги.
На початку 2018 року перейшов в кропивницьку «Зірку», яка виступала в Прем'єр-лізі. Дебютував в елітному дивізіоні 18 лютого 2018 року, вийшовши у стартовому складі в домашньому матчі проти «Маріуполя».
Влітку 2018 року повернувся до «Десни», за яку протягом другої половини року провів 16 матчів. 16 січня 2019 року його контракт з чернігівським клубом було розірвано за згодою сторін.

### Збірна
Із 2008 по 2014 рік виступав за юнацькі збірні України усіх вікових категорій. Із 2012 по 2014 рік грав за молодіжну збірну України.

## Досягнення
- Срібний призер першої ліги України: 2016/17
- Чемпіон Вірменії (2):

«Пюнік»: 2021-22, 2023-24